# 村越敬
村越 敬（むらこし けい）は、日本の化学者で、北海道大学大学院理学研究院・大学院理学院・理学部化学部門の教授。。専門は電気化学。電気化学会の代議員、光化学協会の理事、日本学術会議の連携会員などを務める。水電解によるグリーン水素製造などを研究する。

## 学歴と職歴
- 1986年 北海道大学, 理学部, 化学第二学科  科 卒業
- 1987年 北海道大学, 理学部, 化学第二学科研究生
- 1989年 北海道大学, 理学研究科, 化学専攻博士前期課程
- 1992年 北海道大学, 理学研究科, 化学専攻博士後期課程
- 1992年 大阪大学工学部助手 助手
- 1998年 大阪大学大学院基礎工学研究科, 助教授
- 2003年 北海道大学, 大学院理学研究科, 教授